# Pavel Řehák (manažer)
Pavel Řehák (* 26. dubna 1975) je český manažer, předseda představenstva Direct pojišťovny, bývalý generální ředitel České pojišťovny.

## Život

### Vzdělání a kariéra
Vystudoval VŠE v Praze, obor mezinárodní vztahy. Na Northwestern University získal titul MBA.
Sedm let pracoval jako konzultant v mezinárodní společnosti McKinsey & Company. V roce 2006 přešel do České pojišťovny, kde byl zodpovědný za marketing nebo klientské služby. O čtyři roky později se stal jejím generálním ředitelem, ve funkci zůstal do roku 2013.
Poté založil investiční společnost VIGO Investments. V rámci této skupiny se podílí na rozvoji Direct pojišťovny (původně Pojišťovna Triglav) nebo společnosti Expensa. Dále zasedá ve správních orgánech neziskové organizace Aspen Institute Central Europe. 

### Pandemie covidu-19 v Česku
Během pandemie covidu-19 v Česku na jaře 2020 zkusil Řehák predikovat budoucí vývoj situace pomocí excelové tabulky. Výsledky svého matematického modelu považoval za alarmující, a seznámil s nimi proto ministra vnitra Jana Hamáčka a tehdejšího ministra zdravotnictví Adama Vojtěcha. Premiér Andrej Babiš původně predikce modelu odmítal, když se však situace několik dní za sebou zhoršovala a přitom kopírovala model, přesvědčilo to i jeho o vážnosti krize. Vláda pak rychle přistoupila k razantním krokům, díky kterým dostala situaci během první vlny covidu-19 v České republice pod kontrolu.
Řehák a jeho tým pak spolu s armádou pomáhali rozjet projekt Chytrá karanténa, který má v ČR vést k včasnému zachycení, testování a izolaci lidí potenciálně nakažených nemocí covid-19.

### Osobní život
Pavel Řehák je ženatý, má dceru a syna.